# Регистрационен номер на МПС (Ливан)
Регистрационен номер на МПС в Ливан, плаката от лявата страна има синята лента, като в ЕС страни (без 12-те златни звезди) с ливански кедър и Ливан написани в бяло. Останалата част от табелата е бяла, с латински и арабски букви и цифри в черно и името на страната: Liban на Френски и първата буква на района.
Регионални кодове
| Латински | Арабски | град            | губернаторство |
| -------- | ------- | --------------- | -------------- |
| B        | ﺏ       | Бейрут          | Бейрут         |
| G        | ﺝ       | Джуние          | Горен Ливан    |
| M        | ﻡ       | Мкалес          | Бейрут         |
| N        | ﻥ       | Набатия         | Набатия        |
| O        | ﻭ       | Узай            | Бейрут         |
| S        | ﺹ       | Сидон           | Южен Ливан     |
| T        | ﻁ       | Триполи (Ливан) | Северен Ливан  |
| Z        | ﺯ       | Захла           | Бекаа          |

## Галерия на стари регистрационни номера
- стар ливански регистрационен номер
- стар ливански регистрационен номер